# Ermenhilda
Ermenhilda (overleden tussen 700 en 703) was een Angelsaksische koningin die als heilige wordt vereerd in de Oosters-Orthodoxe en Rooms-Katholieke Kerk op 13 februari.

## Levensloop
Volgens 11e- en 12e-eeuwse genealogieën in de Kentish Royal Legend was Ermenhilda een dochter van koning Earconbert van Kent uit diens huwelijk met de heilige Sexburga en huwde ze met koning Wulfhere van Mercia. Ze werd moeder van een zoon, koning Coenred van Mercia, en mogelijk een dochter, de heilige Werburgh. Dat laatste werd evenwel door kroniekschrijver Beda Venerabilis in twijfel getrokken.
Na de dood van haar echtgenoot in 675 werd Ermenhilda kloosterzuster en mogelijk abdis in de abdijen van Minster-in-Sheppey en Ely. Ze stierf tussen 700 en 703 en wordt als heilige vereerd. Haar naamdag valt op 13 februari.